# Ethel Waters
Ethel Waters lub Sweet Mama Stringbean (ur. jako Ethel Howard 31 października 1896 w Chester, zm. 1 września 1977 w Los Angeles) – afroamerykańska wokalistka bluesowa i jazzowa, oraz aktorka. W 1949 nominowana do Oscara za rolę drugoplanową w filmie Pinky.
W 1958 zagrała główną rolę w filmie The Heart is a Rebel. Film był inspirowany przez nowojorską krucjatę Billy’ego Grahama.